# Conselho Regional da Defesa de Aragão
O Conselho Regional de Defesa de Aragão (CRDA), por vezes também referido como Conselho de Aragão, foi a entidade administrativa criada em Aragão durante a Segunda República Espanhola no contexto da Revolução de 1936, que teve lugar no início da Guerra Civil Espanhola.
Seu controle se estende sobre a metade oriental de Aragão, a economia é baseada nas comunidades, o motor produtivo da região, bem como a troca entre eles e outras regiões. O preço dos produtos é controlado e a inflação é evitada. O Conselho de Aragão é o primeiro governo autônomo de Aragão desde 1707, tornando-se um Estado próprio dentro do Estado Republicano. Constituída em sua primeira etapa por membros exclusivamente anarcossindicalistas da CNT (outubro a dezembro de 1936) e com representação de todas as forças antifascistas da Frente Popular de dezembro de 1936 até sua dissolução. Sua vida foi efêmera desde que suas atividades duraram menos de um ano, quando ele foi dissolvido pelas autoridades republicanas, sob influência comunista, em agosto de 1937. Em seu curto período de existência, medidas econômicas e sociais progressistas e revolucionárias foram postas em prática, apoiou e empoderou as coletividades ao mesmo tempo em que lutavam para derrotar o inimigo fascista.

## História

### Origens e criação

Bandeira do CRDA.

As origens do "Conselho Regional de Defesa de Aragão" são, por um lado, a tradição anarco-sindicalista do campesinato aragonês e a influência que a CNT desfrutou neste território. A situação revolucionária que se desenvolveu nas terras aragonesas é anterior à passagem das colunas da Catalunha e Valência, já que naqueles lugares onde o golpe não teve sucesso em Aragão, os comitês revolucionários foram constituídos de forma imediata e autônoma. A chegada das colunas de milícia da Catalunha foi fundamental para defender as conquistas alcançadas e a criação das frentes militarmente, uma vez que as milícias operárias tomavam o poder e implantavam uma revolução social que não destruía o Estado republicano. mas ocupou o vácuo de poder que a rebelião militar causou. A verdade é que o governo central e o governo catalão tinham pouco espaço para ação na área de Aragão.
Após o golpe militar de 18 de julho em Aragão, em outubro de 1936, uma linha divisória foi estabelecida de norte a sul de Aragão, que marcou a "Frente de Aragão"; o lado ocidental foi ocupado pelos rebeldes e pelo lado oriental por republicanos e anarquistas. Uma linha que permaneceu mais ou menos estável até ao final de 1937 e que passou da bacia de Alfambra e Aguas Vivas, no sul, passando pela Serra de Alcubierre e pelas planícies da Violada até aos Pirenéus, tomando como linha divisória Gállego em sua seção superior. A vida foi organizada na parte de trás deste Aragão dividido em dois. Nas áreas que teoricamente estavam sob a jurisdição da República, aqueles que realmente tinham o poder eram as milícias que protegiam os comitês revolucionários, dominaram quase todos eles por anarquistas de fora do Estado Republicano.
Em 6 de outubro de 1936, a sede da Coluna Durruti, o Plenário Extraordinário de Sindicatos e Colunas do Comitê Regional de Aragão, Rioja e Navarra da Confederação Nacional do Trabalho (CNT) é realizada em Bujaraloz (Zaragoza). 174 representantes dos sindicatos cenetistas de 139 cidades aragonesas, o Comitê Nacional da CNT e diferentes colunas confederativas (Coluna Durruti, Coluna Vermelha e Preta, Coluna Los Aguiluchos da FAI, "Coluna Carod-Ferrer"), além de inúmeros membros da CNT da Catalunha, os principais representantes das colunas estavam presentes, como Buenaventura Durruti, Gregorio Jover, Antonio Ortiz, Cristóbal Aldabaldetrecu, Julián Merino. A convocação para este importante encontro foi dada por Francisco Carreño, Pablo Ruiz e Julián Merino e o Plenário deveria debater a posição a ser adotada sobre uma hipotética colaboração com os órgãos republicanos ou sobre a necessidade de criar, à margem dos governos republicanos, Conselhos Regionais de Defesa ligados de maneira federada a um Conselho de Defesa Nacional que exerceria o governo central e, assim, seria capaz de sustentar com segurança as conquistas revolucionárias, seguindo as diretrizes propostas em 15 de setembro de 1936 em Madri pelo Plenário Nacional da CNT. O Plenário concorda com a criação do Conselho Regional de Defesa de Aragão, que integra o território de Aragão no qual o comunismo libertário foi proclamado para passar as colunas de milícias libertárias que partem de 24 de julho de 1936 de Valência e Barcelona, Conformando aproximadamente 450 comunidades rurais, quase todas nas mãos da CNT, com um número escasso (que será em torno de 20) a cargo da UGT. Esta situação não agradava tanto às autoridades republicanas como à "Generalitat", mas naquela época não tinham possibilidade de evitá-la.
Foi baseado em Caspe e de lá exerceu o poder supremo sobre o revolucionário Aragão. Seus líderes logo declararam que a zona rural de Aragão havia se tornado a "Ucrânia espanhola" (em referência ao Território Livre de Nestor Makhno na Ucrânia em 1919) e que não seriam esmagados pelo militarismo marxista, como aconteceu com o anarquismo russo em 1921. Embora seja verdade que em outras regiões os conselhos de trabalhadores foram formados para outras atividades econômicas. (principalmente aqueles focados na produção e no racionamento), em nenhum outro lugar havia uma entidade formada com tanta força e independência quanto a CRDA, capaz de rejeitar as autoridades republicanas.

Território administrado pelo CRDA (em Vermelho)

### Uma vida efêmera
Apesar de sua origem revolucionária, é inicialmente reconhecido em 6 de Outubro por decreto do governo. Realiza sua primeira assembléia oficial em 15 de outubro do mesmo ano, com Joaquín Ascaso, membro da CNT e primo de Francisco Ascaso, sendo o máximo responsável, embora não seja definitivamente legalizado e regulamentado pelo governo da República até o dia 23 de dezembro, 1936, sob a condição de que os membros da Frente Popular estejam representados na administração do Conselho, e a partir de janeiro de 1937, o caráter revolucionário do Conselho será progressivamente diminuído pela pressão dos membros da coalizão governamental presença e número é gradualmente aumentada por essas datas. Por exemplo, no mês de janeiro as escolas da Primeira educação (que estiveram sob o controle de comissões anarcossindicalistas) voltaram a estar sob controle do governo.
Ascaso recebeu a nomeação oficial de um delegado governamental do Conselho em 19 de janeiro de 1937. Em meados de fevereiro de 1937, um congresso foi realizado em Caspe com o propósito de criar uma Federação Coletiva regional com a presença de 500 delegados representando 80.000 coletivistas do Aragão Libertário
Hoje em dia é complexo oferecer dados sobre a gestão econômica das comunidades anarquistas, já que a maioria delas é tendenciosa de acordo com interesses e simpatias ideológicas. O historiador conservador Hugh Thomas argumenta que a produção de carvão nas minas de Utrillas atingiu apenas um décimo dos números anteriores à guerra. Por outro lado, no documentário Living the Utopia, são recolhidos testemunhos e dados que confirmam que em muitas comunidades a produção aumentou. Embora muitas das coletividades tenham sido um sucesso como comunidades sociais, para os comunistas, sua contribuição para a guerra deixou muito a desejar. O governo republicano já havia tentado estabelecer uma ação coordenada a esse respeito, dadas as necessidades da indústria da guerra. No início do verão de 1937, após os eventos de maio, o confisco de caminhões de alimentos das comunidades pelos carabineiros republicanos sob ordens do governo começou.

### Dissolução
A independência com que o "Conselho de Aragão" agia sempre irritara as autoridades republicanas e, depois de retomar o controle na Catalunha, o governo republicano (assim como os setores republicano, socialista e comunista) estava determinado a dissolver essa entidade. Em 4 de agosto, o ministro da Defesa Nacional, Indalecio Prieto, emitiu ordens para o Exército e a 11ª Divisão no comando do comunista Enrique Líster recebeu "manobras" para Aragão, dissolvendo oficialmente o Conselho de Aragão em 10 de agosto.
A dissolução foi realizada através de uma intervenção militar que ocupou a cidade de Caspe de surpresa, para evitar uma reação. A Federação Local dos Sindicatos da CNT foi tomada por agressão, e as tropas de Lister destruíram alguns dos objetos nela. Tanques e artilharia estavam concentrados na saída da cidade. Houve alguns confrontos e houve vítimas. Joaquín Ascaso e os membros anarquistas da CRDA foram presos sob várias acusações (principalmente sobre contrabando de jóias). Ao lado deles, outros 700 anarquistas foram presos em Aragão. Após a dissolução do Conselho e a prisão de Ascaso, o Governo nomeou José Ignacio Mantecón como Governador Geral para administrar o território republicano das três províncias aragonesas. Mantecón, um ex-membro do Conselho e um republicano de esquerda, tornou-se assim a nova autoridade suprema. Os camponeses que conseguiram ficar fora das comunidades levaram muitos deles por agressão, levando e distribuindo todas as frutas e equipamentos que tinham. Os escritórios do Comitê Regional da CNT foram ocupados e seus arquivos e registros foram confiscados por Autoridades republicanas Enquanto isso, outras unidades militares de tendência comunista ocupavam várias coletividades do vale do Ebro e da parte superior de Aragão. Por outro lado, os líderes da CNT esforçaram-se ao máximo para evitar as execuções de alguns anarquistas, mas aceitaram a dissolução do "Conselho de Aragão" como um fato consumado. Mais tarde, com a intenção de salvar as próximas colheitas, algumas das comunidades agredidas foram restauradas, sem torná-las o que eram durante o sonho libertário. Enquanto isso, muitos anarquistas foram internados em prisões ou campos de concentração sob controle republicano até o final da guerra.

## Composição Interna do Governo
No início de 1937 esta era a composição do governo do Conselho de Aragão, que variara muito desde suas origens. A entrada de representantes de RI, UGT e PCE foi uma medida do governo para influenciar as atividades do Conselho e, assim, tentar ter algum controle sobre elas.
| Posição no Cabinete                       | Detentor do Cargo     | Partido à qual pertencia                                |
| ----------------------------------------- | --------------------- | ------------------------------------------------------- |
| Presidente                                | Joaquín Ascaso        | CNT-FAI                                                 |
| Sindicato de Ordem Pública                | Adolf Ballano         | CNT-FAI                                                 |
| Sindicato de Informação e Propaganda      | Evaristo Viñuales     | CNT-FAI                                                 |
| Sindicato da Agricultura                  | Adolf Arnal           | CNT-FAI                                                 |
| Sindicato do Trabalho                     | Michel Chueca         | CNT-FAI                                                 |
| Sindicato dos Suprimentos                 | Luís Montoliu         | CNT-FAI                                                 |
| Sindicato da Economia                     | Evelio Martínez       | CNT-FAI                                                 |
| Sindicato da Justiça                      | José Ignácio Mantecón | ER (Esquerda Republicana)                               |
| Sindicato das Finanças                    | Jesús Gracia          | ER                                                      |
| Sindicatos da Cultura                     | Manoel Latorre        | UGT                                                     |
| Sindicato dos Trabalhadores Públicos      | José Ruiz Borao       | UGT                                                     |
| Sindicato da Saúde e das questões sociais | José Duque            | Partido Comunista de Espanha (PCE)                      |
| Sindicato da Indústria e Comércio         | Custodio Peñarrocha   | PCE                                                     |
| Secretário Geral                          | Benito Pabón          | Independente (de facto); Partido Sindicalista (de jure) |

## História e Simbolismo da Bandeira

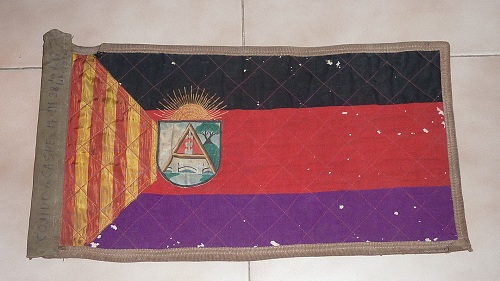
Bandeira do CRDA.

A primeira notícia da existência desta bandeira foi na reunião realizada por Joaquin Ascaso em 04 de abril de 1937 no cinema Coliseu, em Barcelona. No dia seguinte, ele é içado na varanda da Presidência do Conselho e desfilado pelas forças de segurança do Conselho, em 6 de abril de 1937. Nas memórias de Joaquín, assinala-se que essa bandeira não era exclusiva do Conselho Aragão, mas seria aquele que substituiria os 4 bares. O próprio Ascaso também o descreve no jornal Nuevo Aragón, número 66, datado de 6 de abril de 1937, um jornal que é publicado em Caspe entre 20 e 1937 e 11 de agosto do mesmo ano, “porta-voz do Conselho Regional de Defesa. de Aragão".
A bandeira inclui um grande simbolismo representado para todas as forças antifascistas: o vermelho e o preto (CNT), o vermelho (UGT) e o roxo (aludindo aos partidos da Frente Popular). Quanto ao escudo, apareceu pela primeira vez no número 3 do jornal Nuevo Aragón, de 22 de janeiro de 1937, é dividido em quatro quartéis por um "A" de Aragão, em que uma oliveira é representada em relação a Teruel, o rio Ebro de Zaragoza e os Pirenéus de Huesca. A corrente partida do centro simboliza o novo e livre Aragón. O escudo é coroado por um sol nascente, o emblema de Aragão que brota sobre os inimigos da liberdade.
Actualmente, as únicas bandeiras conhecidas desse período são as bandeiras que estão nas mãos de um colecionador privado de Vilassar de Dalt (Barcelona). Um deles é o que parece ser uma flâmula oficial do carro. No galhardete você pode ver a inscrição: "Depredada em Caspe, 17-3-38, ano de liberação", este tipo de inscrições foi feito pelo lado franquista como um espólio de guerra quando levou uma população.
Entre 2012 e 2013, outra bandeira apareceu em um antiquário, este antiquário tinha a bandeira em um baú por mais de 40 anos. Ele comprou nos anos 60 de um industrial têxtil da Catalunha. Parece que esta flâmula nunca chegou a ser usada, nem sequer saiu da fábrica, talvez porque no tempo decorrido entre o comissionamento e a fabricação, o Conselho de Aragão tivesse sido eliminado e ninguém tivesse apanhado a ordem. Um desses galhardetes foi exibido no Palácio de Sastago em uma exposição chamada "Dizem que há terras a leste", uma amostra dos elos econômicos e culturais entre a Catalunha e Aragão, que ocorreu de 19 de outubro de 2017 a 7 de janeiro de 2017. 2018.